# John-Henry Krueger
John-Henry Krueger (* 27. März 1995 in Pittsburgh) ist ein ungarischer, ehemals US-amerikanischer Shorttracker.

## Werdegang
Krueger debütierte im Weltcup zu Beginn der Saison 2011/12 in Salt Lake City und belegte dabei den neunten Rang über 500 m und den siebten Platz über 1500 m. Im weiteren Saisonverlauf erreichte er mit dem zweiten Rang über 1500 m in Moskau seine erste Podestplatzierung im Weltcup. Bei den Juniorenweltmeisterschaften 2012 in Melbourne gewann er über 1500 m und mit der Staffel die Bronzemedaille und im 1500-m-Superfinale die Silbermedaille. Im Oktober 2012 kam er beim Weltcup in Calgary auf den dritten Platz über 500 m und beim Weltcup in Montreal auf den dritten Rang mit der Staffel über 5000 m. Zu Beginn der Saison 2013/14 holte er in Shanghai mit der Staffel seinen ersten Weltcupsieg. Im weiteren Saisonverlauf errang er in Seoul den zweiten Platz mit der Staffel und in Turin den zweiten Platz über 1500 m. Zu Beginn der Saison 2014/15 belegte er beim Weltcup in Salt Lake City den dritten Platz mit der Staffel und den ersten Rang über 500 m. Es folgten in der Saison über 500 m ein dritter Platz in Montreal und ein zweiter Platz in Shanghai. Über 1500 m kam er in Shanghai auf den dritten Rang. Seine besten Platzierungen bei den Weltmeisterschaften 2015 in Moskau waren der zehnte Platz über 1500 m und der achte Rang mit der Staffel über 5000 m. Die Saison beendete er auf dem sechsten Platz im Weltcup über 1500 m und den vierten Platz im Weltcup über 500 m. Sein bestes Resultat bei den Weltmeisterschaften 2016 in Seoul war jeweils der siebte Platz über 1000 m und mit der Staffel. Im Februar 2016 wurde er beim Weltcup in Dresden Dritter mit der Staffel. In der Saison 2016/17 kam er im Weltcupeinzel siebenmal unter die ersten Zehn, darunter Platz drei über 1500 m in Salt Lake City und errang damit den vierten Platz im Weltcup über 1500 m. Zudem belegte er in Gangneung den dritten Platz mit der Staffel. Seine besten Ergebnisse bei den Weltmeisterschaften 2017 in Rotterdam waren der 15. Platz über 500 m und der siebte Rang mit der Staffel. In der folgenden Saison siegte er in Shanghai mit der Staffel und belegte in Seoul den dritten Rang mit der Staffel. Seit der Saison 2018/19 startet er für den ungarischen Verband.

## Weltcupsiege

### Weltcupsiege im Einzel
| Nr. | Datum            | Ort            | Disziplin |
| --- | ---------------- | -------------- | --------- |
| 1.  | 9. November 2014 | Salt Lake City | 500 m     |

### Weltcupsiege mit der Staffel
| Nr. | Datum              | Ort        |
| --- | ------------------ | ---------- |
| 1.  | 29. September 2013 | Shanghai 1 |
| 2.  | 12. November 2017  | Shanghai 2 |
| 3.  | 8. Februar 2020    | Dresden 3  |

## Persönliche Bestzeiten
- 500 m      40,588 s (aufgestellt am 21. Oktober 2012 in Calgary)
- 1000 m    1:23,714 min (aufgestellt am 12. November 2017 in Shanghai)
- 1500 m    2:11,501 min (aufgestellt am 5. November 2016 in Calgary)
- 3000 m    4:59,280 min (aufgestellt am 18. Januar 2015 in Salt Lake City)